# Droga wojewódzka nr 786
Droga wojewódzka nr 786 (DW786) – droga wojewódzka w województwach: śląskim i świętokrzyskim o długości 120 km łącząca DK91 w Częstochowie z DW762 w Kielcach. Droga przebiega przez 3 powiaty: częstochowski, włoszczowski i kielecki oraz dwa miasta na prawach powiatu: Częstochowa i Kielce.

## Miejscowości leżące przy trasie DW786
- Częstochowa
- Mstów
- Koniecpol
- Secemin
- Włoszczowa
- Łopuszno
- Promnik
- Kielce